# Unacha
L'Unacha (in russo Унаха?) è un fiume della Siberia Orientale, tributario del bacino idrico della Zeja. Scorre nei rajon Tyndinskij e Zejskij dell'oblast' dell'Amur, in Russia. Appartiene al bacino idrografico dell'Amur.
Il fiume ha origine sul versante meridionale dei monti Stanovoj. Era affluente di destra della Brjanta e sfociava a 23 km dalla sua foce, ma ora sfocia direttamente nel bacino della Zeja, poiché tutta l'area è inondata dalle sue acque. Il canale del fiume è tortuoso. Scorre per l'intero suo corso in direzione meridionale, scendendo nel bassopiano dell'alta Zeja. La sua lunghezza è di 287 km; il bacino del fiume è di 5 340 km². Non ci sono insediamenti lungo il suo corso.